# Schladminger-Tauern-Höhenweg
Der Schladminger-Tauern-Höhenweg ist ein Weitwanderweg, der vom Rohrmooser Hausberg Hochwurzen zum Schladminger Hausberg Planai führt. Der Weg ist zum Teil auch Abschnitt des Zentralalpenwegs 02. Mit einer Länge von über 70 km ist er in sieben Etappen unterteilt. Es gibt auch eine kürzere Version mit 45 km, diese ist in fünf Etappen unterteilt. Der Weitwanderweg liegt südlich des Dachsteinmassivs und verläuft entlang der Schladminger Tauern, welche Teil der niederen Tauern sind. Die Schladminger Tauern gehören zu den wasserreichsten Gebieten der Alpen.

## Etappen – Kurze Variante

### Etappe – 1
Startpunkt: Hochwurzen, 1850 m
Endpunkt: Ignaz-Mattis-Hütte, 1986 m oder Giglachseehütte, 1956 m
Distanz: 11,3 km Dauer: 6 Stunden
Der Startpunkt der ersten Etappe ist die Gipfelbahn Hochwurzen in Rohrmoos. Von der Hochwurzenhütte verläuft der Weg über die „Kleine Wurzen“ und den „Hüttecksattel“. Danach geht es zum „Latterfußsattel“ von wo aus der Aussichtsberg Guschen (1982 m) erreichbar ist. Auf dem Wandersteig Nr. 773 geht es vorbei am Hochfeldmandl, dem Klammsee und dem Brettersee, bis man schließlich die Giglachseen erreicht.

### Etappe – 2
Startpunkt: Ignaz-Mattis-Hütte, 1986 m oder Giglachseehütte, 1956 m
Endpunkt: Keinprechthütte, 1972 m
Distanz: 5,9 km Dauer: 4 Stunden
Die zweite Etappe führt zunächst von den Giglachseen zum Gipfel der Rotmandelspitze (2453 m). Beim Abstieg wandert man durch die Kruckeckscharte in das große Neualmkar.

### Etappe – 3
Startpunkt: Keinprechthütte, 1972 m
Endpunkt: Gollinghütte, 1651 m
Distanz: 9,1 km Dauer: 6 Stunden
Zu Beginn der dritten Etappe steigt man zur Trockenbrotscharte (2237 m) auf. Danach gibt es einen kurzen Abstieg zur Landawirseehütte, bevor man wieder zur Gollingscharte (2326 m) aufsteigt. Hier besteht die Möglichkeit für Wanderer mit guter Kondition einen Abstecher auf den Hochgolling (2862 m) zu machen. Die zusätzliche Strecke verlängert die Dauer der Etappe um ca. 3 Stunden, wodurch sie auf eine Gesamtdauer von über 9 Stunden kommt. Von der Gollingscharte beginnt der Abstieg in den Gollingwinkel am Fuße der Golling-Nordwand und endet schließlich bei der Gollinghütte.

### Etappe – 4
Startpunkt: Gollinghütte, 1651 m
Endpunkt: Preintalerhütte/Waldhornalm, 1656 m
Distanz: 7,7 km Dauer: 6 Stunden
Die vierte Etappe führt zunächst über mehrere Serpentinen steil bergauf auf den Greifenberg (2618 m). Beim Abstieg durchwandert man eines der wasserreichsten Gebiete der gesamten Alpen, den Klafferkessel. Von der Klafferscharte verläuft der Weg durch die Lämmerkare zur Preintalerhütte oder Waldhornalm.

### Etappe – 5
Startpunkt: Preintalerhütte/Waldhornalm, 1656 m
Endpunkt: Planai Bergstation Gondelbahn, 1828 m
Distanz: 11,8 km Dauer: 6–7 Stunden
Die letzte Ettape führt vorbei an der Hochwildstelle (2747 m) zur Neualm. Von hier folgt man dem Weg Nr. 781 in Richtung Planai. Bei der Wegkreuzung Kaltenbach (2040 m) besteht noch einmal die Möglichkeit für konditionierte Wanderer einen Abstecher auf den Höchstein (2543 m) zu unternehmen. Die zusätzliche Strecke erhöht die Gesamtdauer der Etappe um ca. 2,5 Stunden. Danach führt der Weg an den Gipfeln von Ulmspitze, Hasenkarspitze, Sonntagerhöhe und Krahbergzinken vorbei, bis man schließlich den Schladminger Hausberg Planai erreicht.